# 14. Luftwaffen-Feld-Division
La 14. Luftwaffen-Feld-Division  (14e division de campagne de la Luftwaffe) a été l'une des principales divisions de la Luftwaffe allemande durant la Seconde Guerre mondiale.
Cette division a été formée en  novembre 1942 à partir du Flieger-Regiment 61.

Initialement installé à Moss bel Oslo, la Division fait mouvement à Mo en avril 1943.
Comme plusieurs Luftwaffen-Feld-Division le 1er novembre 1943, la Division est prise en charge par la Heer et est renommée 14. Feld-Division (L). 

## Commandement

Drapeau du commandant d'une division aérienne

| Début            | Fin               | Grade           | Nom                  |
| ---------------- | ----------------- | --------------- | -------------------- |
| 24 décembre 1942 | 1er novembre 1943 | Generalleutnant | Günther Lohmann (de) |

## Chef d'état-major
| Début | Fin | Grade | Nom |
| ----- | --- | ----- | --- |
| ?     | ?   | ?     | ?   |

## Rattachement
| Janvier 1943 - Juin 1943 :    |  | Reserve / Armeeoberkommando (AOK) Norwegen | basée en Norvège |
| Juillet 1943 - Octobre 1943 : |  | XXXIII. Armeekorps / AOK Norwegen          | basé en Norvège  |

## Unités subordonnées
- Luftwaffen-Jäger-Regiment 27
- Luftwaffen-Jäger-Regiment 28
- Panzer-Jäger-Abteilung Luftwaffen-Feld-Division 14
- Luftwaffen-Artillerie-Regiment 14
- Luftwaffen-Pionier-Bataillon 14
- Radfahrer-Kompanie Luftwaffen-Feld-Division 14
- Luftnachrichten-Kompanie Luftwaffen-Feld-Division 14
- Kommandeur der Nachschubtruppen Luftwaffen-Feld-Division 14